# Камо (Ниигата)
Камо (яп. 加茂市 Камо-си) — город в Японии, расположенный в центральной части префектуры Ниигата. Основан 3 октября 1954 года путём объединения посёлка Камо уезд Минамикамбара и села Симодзё. Площадь города составляет 133,68 км², население — 28 346 человек (1 августа 2014), плотность населения — 212,04 чел./км². Оми-дзиндзя — главное святилище города.

## Известные люди из Камо
- Хирохико Идзумида (губернатор Ниигаты)
- Макико Кикута (политик)
- Канако Хигути (актриса)
- Сигэо Готё (фотограф)
- Нобуо Кавагути (футболист)
- Вакабаяси, Маико[яп.] (гольфистка)
- Тору Кондо (агроном)

## Породнённые города
Камо породнён с тремя городами:
- Осима, Япония (1968);
- Цзыбо, КНР (1993);
- Комсомольск-на-Амуре, Россия.